# Johnny Dee (cestista)
John Andrew Dee, detto Johnny (Denver, 4 novembre 1992), è un cestista statunitense.

## Palmarès

### Squadra
- Copa Princesa de Asturias: 4

Betis Siviglia: 2019
San Sebastián: 2020
Estudiantes: 2022, 2024

### Individuale
- MVP Copa Princesa de Asturias: 2

San Sebastián: 2020
Estudiantes: 2024